# Samorim

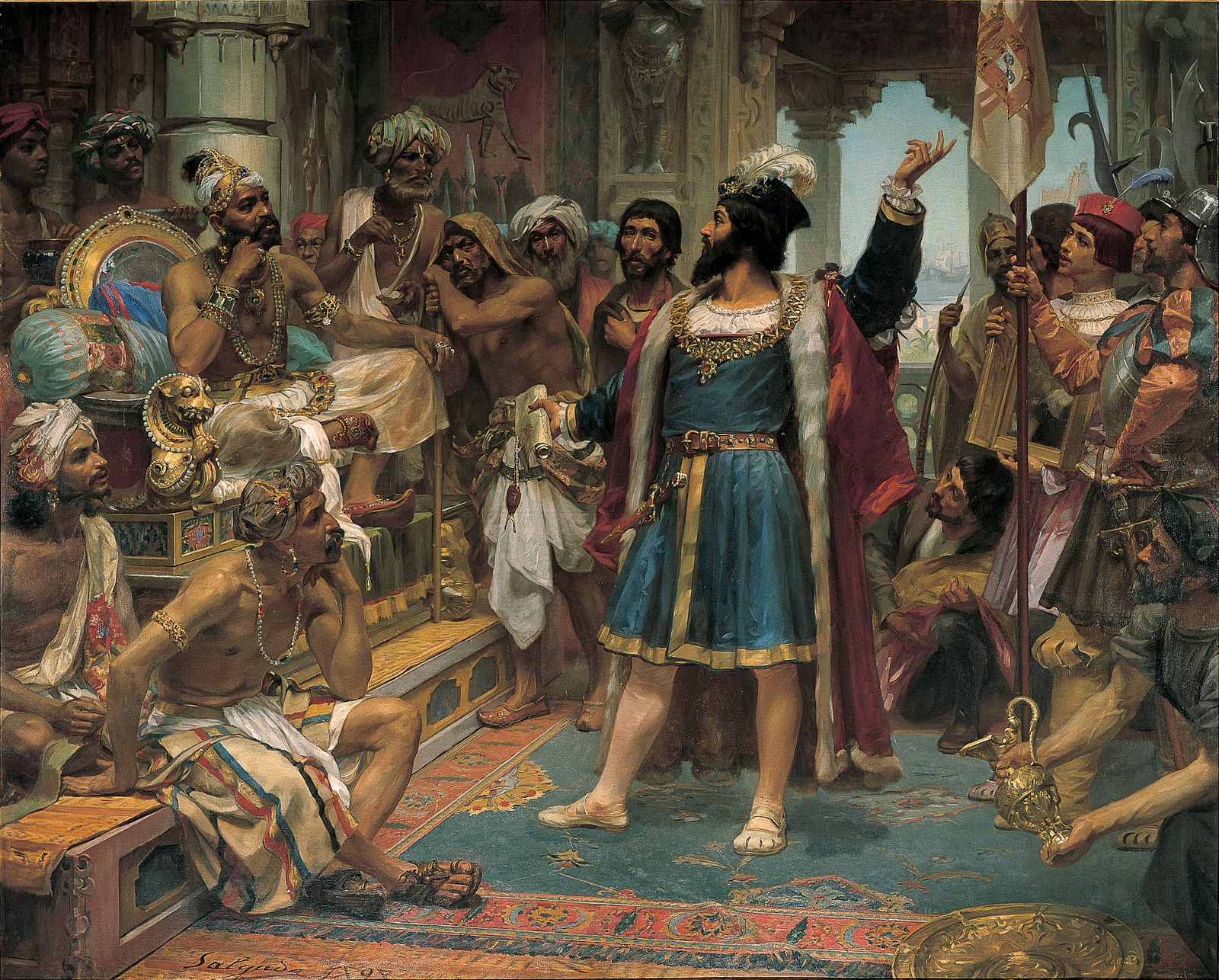
Vasco da Gama perante o Samorim de Calecute (1898), Veloso Salgado

Samorim (forma aportuguesada de Samutiri) era o título dos soberanos do antigo Estado hindu de Calecute, localizado no que é hoje o estado indiano de Querala, entre os séculos XII e XVIII.
Foi o samorim de Calecute quem recebeu, em 18 de maio de 1498, a visita do navegador português Vasco da Gama, o primeiro europeu a chegar à Índia por via marítima.